# مستصفرة
المستصفرة (الاسم العلمي: Xanthomonas) هي جنس من البكتيريا يتبع الفصيلة المستصفرية من رتبة المستصفريات 

## الوصف
هي بكتريا عصوية 1.2 - 3 × 0.4 - 1 مكم سالبة لصبغة غرام، هوائية مجبرة متحركة بواسطة سوط واحد قطبي مكونة لصبغة xanthomonadin الصفراء. معظم سلالات هذا الجنس مرافقة للنبات وهي مسببات مرضية لأنواع معينة من النباتات.